# Scolecura cognata
Scolecura cognata là một loài nhện trong họ Linyphiidae. Loài này được phát hiện ở Colombia.